# Maska sítě
Maska sítě je číslo, které v informatice popisuje rozdělení počítačové sítě do podsítí (anglicky subnets). Maska sítě zapsaná v binárním tvaru má zleva samé jedničky až do místa, kde končí číslo sítě a na místě části pro číslo síťového rozhraní jsou samé nuly. Pomocí masky sítě router rozhoduje o směrování (anglicky routing) IP datagramů.

## Vlastnosti masky sítě
Maska sítě je v IPv4 zapisována stejně jako IP adresa – čtyřmi desítkovými čísly oddělenými tečkami, z nichž každé odpovídá jednomu oktetu v 32bitové adrese. Maska 255.255.255.0 může být tedy binárně zapsána jako 11111111.11111111.11111111.00000000BIN. Nepřerušená řada jedniček jdoucích zleva označuje umístění čísla sítě a zbylé nuly v pravé části udávají umístění čísla síťového rozhraní (v dané podsíti). V tomto případě tedy zadaná maska rozděluje IP adresu na prvních 24 bitů s číslem sítě a zbylých 8 bitů pro číslo síťového rozhraní.

### Zkrácený zápis masky
Někdy se udává maska sítě zkrácenou formou zápisu, kterou označujeme CIDR notace (anglicky Classles Inter-Domain Routing), ve které se maska zapisuje jako dekadické číslo za lomítkem za posledním oktetem IP adresy a číslo udává počet jedniček zleva v binárním zápisu masky (pozice pro číslo sítě).
Příklad: Zapište masku sítě z CIDR zadání 192.168.68.233/20:
```
Maska binárně: 11111111.11111111.11110000.00000000 (číslo sítě je podle CIDR prvních 20 bitů)
Maska dekadicky: 255. 255. 240. 0
```

## Určení čísla sítě
Protože má maska sítě na místě čísla sítě samé jedničky, můžeme z libovolné IP adresy (např. síťového rozhraní) určit číslo sítě pomocí logického součinu IP adresy a masky sítě (v binárním tvaru).

### Příklad
IP adresa síťového rozhraní a maska sítě je dána zápisem 192.168.68.233/20. Určete číslo sítě.
```
IP adresa dekadicky:    192. 168. 68. 233
IP adresa binárně:      11000000.10101000.01000100.11101001
Maska sítě:             11111111.11111111.11110000.00000000
Logický součin (AND):   11000000.10101000.01000000.00000000 (logický součin dvou předchozích řádků)
Číslo sítě (dekadicky): 192. 168. 64. 0
```

Číslo sítě je tedy 192.168.64.0.

## Určení rozsahu IP adres
Pokud známe číslo sítě a masku, můžeme spočítat rozsah IP adres, které se v této podsíti nacházejí a tím i počet IP adres, které je možné použít pro síťová rozhraní v této podsíti. Administrátor tak může číslem sítě a maskou jednoduše vyjádřit rozsah adres, které má k dispozici.

### Příklad
Zjistěte, jaké IP adresy lze využít pro počítače (resp. čísla síťových rozhraní) v podsíti 192.168.64.0/20.
```
Maska binárně:      11111111.11111111.11110000.00000000 (20 bitů)
Číslo sítě binárně: 11000000.10101000.01000000.00000000 (192.168.64.0)
1. IP adresa:       11000000.10101000.01000000.00000001 (192.168.64.1 – o 1 vyšší, než číslo sítě)
2. IP adresa:       11000000.10101000.01000000.00000010 (192.168.64.2 – o 1 vyšší, než předchozí)
...
Předposlední IP:    11000000.10101000.01001111.11111101 (192.168.79.253 – o 2 menší, než broadcast)
Poslední IP:        11000000.10101000.01001111.11111110 (192.168.79.254 – o 1 menší, než broadcast)
Broadcast:          11000000.10101000.01001111.11111111 (192.168.79.255)
```

Z tabulky je vidět, že:
- 192.168.64.0 – číslo sítě
- 192.168.64.1 – první použitelná IP adresa
- 192.168.79.254 – poslední použitelná IP adresa
- 192.168.79.255 – broadcast (na místě čísla síťového rozhraní má samé jedničky, další v pořadí by již byla mimo zadané číslo sítě)
- počet IP adres použitelných pro síťová rozhraní je 4094 (212 − 2), tj. 2 na mocninu počtu bitů, které jsou k dispozici pro čísla síťových rozhraní, minus jedna pro číslo sítě a minus druhá pro broadcast

## Příslušnost IP adresy k síti
Chce-li počítač vyslat IP datagram, musí nejprve zjistit, do které sítě zadaná IP adresa náleží. Tuto činnost označujeme jako směrování IP datagramů. Probíhá podle směrovací tabulky, ve které je na každém řádku definována jedna síť (pomocí čísla sítě a masky). Tabulku vytváří administrátor ručně nebo vzniká dynamicky pomocí směrovacích protokolů. Tabulka je setříděna podle jednotlivých masek sítí tak, že záznamy s nejdelší maskou (tj. nejkonkrétnější) jsou ve směrovací tabulce umístěny nejdříve, což umožňuje ve směrovací tabulce vytvářet výjimky (z větší sítě vyjmout jako speciální případ menší podsíť).
Zjišťování příslušnosti cílové IP adresy k síti (definované v řádku směrovací tabulky) probíhá tak, že se postupně pro každý řádek ve směrovací tabulce provede logický součin cílové IP adresy s maskou definované sítě a porovná se výsledek s definovaným číslem sítě. Pokud dojde ke shodě, patří IP adresa do sítě definované na řádku, kde ke shodě došlo.

### Příklad 1
Zjistěte, zda IP adresa 192.168.77.18 patří do sítě 192.168.64.0/20.
```
Maska binárně:     11111111.11111111.11110000.00000000 (255.255.240.0)
IP adresa binárně: 11000000.10101000.01001101.00010010 (192.168.77.18)
Logický součin:    11000000.10101000.01000000.00000000 (192.168.64.0 - výsledek)
```

Výsledek logického součinu zadané IP adresy a masky cílové sítě (192.168.64.0) se shoduje se zadaným číslem sítě, a proto IP adresa 192.168.77.18 patří do sítě 192.168.64.0/20.

## Rozdělení sítě na podsítě
Maska sítě umožňuje definovat rozsahy IP adres, které k dané podsíti náleží (viz kapitola Určení rozsahu IP adres výše). Máme-li k dispozici rozsah IP adres, můžeme pomocí masky rozdělit IP adresy, které do tohoto rozsahu patří, na několik menších rozsahů – podsítí. V masce sítě pak můžeme vidět tři části: část čísla sítě, část čísla podsítě (dosud samé jedničky) a číslo síťového rozhraní (zbylé nuly do konce masky).
Původně dostupný počet IP adres (z původní sítě) však není možné zcela využít, protože v každé nově vytvořené podsíti má první a poslední IP adresa vyhrazenou funkci (viz kapitola Určení rozsahu IP adres): číslo sítě a broadcast (212 − 2, tj. 2 na mocninu počtu bitů, které jsou v podsíti k dispozici pro síťová rozhraní minus 2). Dělením na podsítě se tedy počet dostupných IP adres pro jednotlivá síťová rozhraní snižuje, avšak můžeme dosáhnout vhodnějšího rozdělení síťového provozu nebo členění na více nezávislých celků.

### Příklad 1
Rozdělte síť 192.168.64.0/20 na 16 podsítí.
- pro číslo podsítě budou potřeba 4 bity (24 = 16)

```
Číslo sítě binárně: 11000000.10101000.01000000.00000000 (192.168.64.0)
Maska sítě binárně: 11111111.11111111.11110000.00000000 (20 bitů)
Maska podsítě:      11111111.11111111.11111111.00000000 (20+4=24 bitů)

1. podsíť:
Číslo 1. podsítě:   11000000.10101000.01000000.00000000 (192.168.64.0)
1. IP adresa:       11000000.10101000.01000000.00000001 (192.168.64.1 - o 1 vyšší, než číslo sítě)
...
Poslední IP adresa: 11000000.10101000.01000000.11111110 (192.168.64.254 - o 1 nižší, než broadcast)
Broadcast:          11000000.10101000.01000000.11111111 (192.168.64.255 - poslední IP adresa v 1. podsíti)

2. podsíť:
Číslo 2. podsítě:   11000000.10101000.01000001.00000000 (192.168.65.0)
1. IP adresa:       11000000.10101000.01000001.00000001 (192.168.65.1 - o 1 vyšší, než číslo sítě)
...
Poslední IP adresa: 11000000.10101000.01000001.11111110 (192.168.65.254 - o 1 nižší, než broadcast)
Broadcast:          11000000.10101000.01000001.11111111 (192.168.65.255 - poslední IP adresa v 2. podsíti)

...
16. podsíť:
Číslo 16. podsítě:  11000000.10101000.01001111.00000000 (192.168.79.0)
1. IP adresa:       11000000.10101000.01001111.00000001 (192.168.79.1 - o 1 vyšší, než číslo sítě)
...
Poslední IP adresa: 11000000.10101000.01001111.11111110 (192.168.79.254)
Broadcast:          11000000.10101000.01001111.11111111 (192.168.79.255 - poslední IP adresa v 16. podsíti)
```

Z tabulky je vidět, že:
- k dispozici je 16 podsítí: 192.168.64.0 až 192.168.79.0
- v každé podsíti jsou k dispozici IP adresy s posledním číslem v IP adrese 1 až 254 (tj. celkem 254 různých IP adres)
- v každé podsíti nelze využít její číslo sítě a její broadcast

Pozn: Dříve se kvůli starším zařízením vynechávala první a poslední podsíť. Nyní je to už ale v praxi neopodstatněné.
Maska sítě se také nazývá maska IP adresy

### Příklad 2
IP adresa síťového rozhraní a maska sítě je dána zápisem 192.168.64.0/20. Vytvořte v této síti podsíť, do které bude možno připojit 20 počítačů.
- délka masky zadané podsítě je 20 bitů, pro řešení příkladu je tedy k dispozici 12 bitů (32 − 20 = 12)
- pro 20 počítačů budeme potřebovat 5 bitů (25 − 2 = 30, ale 24 − 2 = 14, takže 4 bity jsou již málo)
- maska pro podsíť tedy musí být maximálně 27 bitů (32 − 5 = 27)
- maximální počet dostupných podsítí je 128 (27 = 128)

```
Zadaná maska sítě binárně: 11111111.11111111.11110000.00000000 (255.255.240.0)
Maska podsítě binárně:     11111111.11111111.11111111.11100000 (5 bitů pro čísla síťových rozhraní)
Maska podsítě dekadicky:   255. 255. 255. 224
Číslo sítě binárně:        11000000.10101000.01000000.00000000 (192.168.64.0)
```

```
Číslo 1. podsítě:      11000000.10101000.01000000.00000000 (192.168.64.0) 
IP adresa 1. počítače: 11000000.10101000.01000000.00000001 (192.168.64.1)
IP adresa 2. počítače: 11000000.10101000.01000000.00000010 (192.168.64.2)
...
IP adresa 29.počítače: 11000000.10101000.01000000.00011101 (192.168.64.29)
IP adresa 30.počítače: 11000000.10101000.01000000.00011110 (192.168.64.30)
Broadcast 1. podsítě:  11000000.10101000.01000000.00011111 (192.168.64.31) 

Adresa 2. podsítě:     11000000.10101000.01000000.00100000 (192.168.64.32) 
IP adresa 1. počítače: 11000000.10101000.01000000.00100001 (192.168.64.33)
...
IP adresa 30.počítače: 11000000.10101000.01000000.00111110 (192.168.64.62)
Broadcast 2. podsítě:  11000000.10101000.01000000.00111111 (192.168.64.63) 
...
Adresa 128. podsítě:   11000000.10101000.01001111.11100000 (192.168.79.224)
IP adresa 1. počítače: 11000000.10101000.01001111.11100001 (192.168.79.225)
...
IP adresa 30.počítače: 11000000.10101000.01001111.11111110 (192.168.79.254)
Broadcast 128. podsítě:11000000.10101000.01001111.11111111 (192.168.79.255) 
```

Z tabulky je vidět že:
- maska podsítě se zvětšila o 7 bitů → 255.255.255.224
- celkem jsme získali v každé podsíti 30 použitelných IP adres (+ adresa podsítě a broadcast) v celkem 128 podsítích
- první použitelná adresa v 1. podsíti je 192.168.64.1 (poslední je 192.168.64.30)
- první použitelná adresa ve 128. podsíti je 192.168.79.225 (poslední je 192.168.79.254)